# ジム・レーラー
ジェームズ・チャールズ・レーラー（英語: James Charles Lehrer、[ˈlɛərə]、1934年5月19日 - 2020年1月23日）は、アメリカのジャーナリスト、小説家、脚本家、劇作家。PBSの『PBSニュースアワー』の編集長及びニュースアンカーを務め、1988年から2012年まで12回のアメリカ大統領候補者討論会の司会を務め、大統領選挙期間中の討論司会者としての役割で知られていた。歴史や政治への関心と共に、新聞記者としての経験を活かした数多くのフィクションやノンフィクションの本を執筆した。

## 幼少期と教育
1934年5月19日、カンザス州ウィチタに生まれる。母親のロイス・キャサリン（Lois Catherine、née チャップマン（Chapman））は教師兼銀行員で、父親のハリー・フレデリック・レーラー（Harry Frederick Lehrer）はバス停留所長だった。父方の祖父母はドイツ移民だった。母方の祖父は、ナザレ教会の著名な人物であるJ・B・チャップマンだった。ジムにはバプテストの牧師であるフレッド（Fred）という兄がいた。ジムはウィチタの学校、テキサス州ボーモントの中学校に通い、サンアントニオのトーマス・ジェファーソン高校を卒業し、そこで「Jefferson Declaration（ジェファーソン宣言）」のスポーツ編集者を務めた。ビクトリア・カレッジで準学位を取得し、1956年にミズーリ大学ミズーリ・スクール・オブ・ジャーナリズムでジャーナリズムの学士号を取得して卒業した。
大学卒業後、父と兄に従い、1950年代後半にアメリカ海兵隊に入隊し、歩兵将校として3年間勤務した。レーラーは自分の奉仕と旅行が自分自身を超えて目を向け、他の方法では経験できなかった世界とのつながりを感じるのに役立ったと考えていた。

## キャリア
1959年、テキサス州の「ダラス・モーニングニュース」でジャーナリズムのキャリアを開始した。その後、「ダラス・タイムズ・ヘラルド」紙の記者として働き、1963年のジョン・F・ケネディ大統領暗殺事件を取材した。そこで数年間政治コラムニストを務め、1968年にローカル記事編集者になった。
テキサス州ダラスのKERA-TVで、広報担当エグゼクティブディレクター、オンエアホスト、夜のニュース番組の編集者としてテレビでのキャリアをスタートさせた。1972年にワシントンD.C.のPBSに移り、広報コーディネーター（Public Affairs Coordinator）、ジャーナリズム諮問委員会（Journalism Advisory Board）のメンバー、公共放送協会（CPB）のフェローになった。レーラーはテレビ国家広報センター（National Public Affairs Center for Television、NPACT）の特派員として働き、そこでロバート・マクニールと出会った。1973年、彼らは上院ウォーターゲート公聴会とウォーターゲートテープ放送の暴露をPBSで生中継した（この公聴会の報道は、後に『マクニール/レーラー・リポート（The MacNeil/Lehrer Report）』となるものにつながり、そのインスピレーションとなった）。レーラーは下院司法委員会によるリチャード・ニクソン大統領の弾劾調査を取材した。
1975年10月、ニューヨークにあるThirteen/WNETの『ロバート・マクニール・リポート（The Robert MacNeil Report）』のワシントン担当記者となった。2ヶ月後の1975年12月1日、共同アンカーに昇進し、それに応じて番組は『マクニール/レーラー・リポート（The MacNeil/Lehrer Report）』と改名された。1983年9月、レーラーとマクニールは番組を『ザ・マクニール/レーラー・ニュースアワー（The MacNeil/Lehrer NewsHour）』としてリニューアルしたが、1995年のマクニールの降板を受けて『ザ・ニュースアワー・ウィズ・ジム・レーラー（The NewsHour with Jim Lehrer）』に改名された。同番組は2009年に『PBSニュースアワー』に改名された。
客観性を維持するために、レーラーは投票しないことを選択した。
2008年4月に心臓弁手術を受け、同年6月26日に復帰するまでレイ・スアレス、グウェン・アイフィル、ジュディ・ウッドラフが代わりにアンカーを務めることになった。1983年、49歳の時に軽い心臓発作から回復した。
2011年6月6日に『PBSニュースアワー』のアンカーを辞任したが、引き続き金曜日のニュース分析コーナーのモデレーターを務め、番組の制作会社であるマクニール/レーラー・プロダクションズ（MacNeil/Lehrer Productions）に携わった。
レーラーはジャーナリズムのキャリアの中で、ジョージ・フォスター・ピーボディ放送賞、ウィリアム・アレン・ホワイト財団ジャーナリズム功労賞、ミズーリ大学ジャーナリズム学部の名誉勲章といった、いくつかのエミー賞を含むいくつかの賞や栄誉を受賞した。2004年にマクダニエル・カレッジから名誉ジャーナリズム博士号を授与された。

## 大統領候補者討論会の司会者
1976年以降の多くの大統領および副大統領候補者への独占インタビューの抜粋が含まれている2000年と2008年のドキュメンタリー『Debating Our Destiny』など、アメリカ大統領選挙候補者討論会に関連するいくつかのプロジェクトに携わった。ジャーナリストのバーナード・ショーから「The Dean of Moderators」と呼ばれたレーラーは、1988年から2012年まで12回の大統領討論会で司会を務めた。2016年、大統領討論委員会（CPD）の委員を務めた。
レーラーが司会を務めた最後の討論会は、2012年選挙の最初の総選挙討論会であった。当初、2008年以降はいかなる討論会の司会も辞任すると宣誓していたが、CPDは粘り強く、新しい形式に興味があるため受け入れた。討論会はデンバー大学で行われ、国内政策問題が取り上げられた。司会者としてのパフォーマンスは、候補者に与えられた制限時間を超えることを頻繁に許可したが、様々な評価を受けた。時間ルールの厳格な適用や自由回答形式の質問で批判を受けた一方、候補者が自分の意思で討論をある程度コントロールできるようにした点でレーラーのアプローチは賞賛された。
| ジム・レーラーが司会を務めた討論会 | ジム・レーラーが司会を務めた討論会 | ジム・レーラーが司会を務めた討論会 | ジム・レーラーが司会を務めた討論会 | ジム・レーラーが司会を務めた討論会 |
| 日付                               | 討論タイプ                         | 民主党候補者                       | 共和党候補者                       | 無所属候補者                       |
| ---------------------------------- | ---------------------------------- | ---------------------------------- | ---------------------------------- | ---------------------------------- |
| 1988年9月25日日曜日                | 大統領                             | マイケル・デュカキス               | ジョージ・H・W・ブッシュ           | —                                  |
| 1992年10月11日日曜日               | 大統領                             | ビル・クリントン                   | ジョージ・H・W・ブッシュ           | ロス・ペロー                       |
| 1992年10月19日月曜日               | 大統領                             | ビル・クリントン                   | ジョージ・H・W・ブッシュ           | ロス・ペロー                       |
| 1996年10月6日日曜日                | 大統領                             | ビル・クリントン                   | ボブ・ドール                       | —                                  |
| 1996年10月16日水曜日               | 大統領                             | ビル・クリントン                   | ボブ・ドール                       | —                                  |
| 1996年10月9日水曜日                | 副大統領                           | アル・ゴア                         | ジャック・ケンプ                   | —                                  |
| 2000年10月3日火曜日                | 大統領                             | アル・ゴア                         | ジョージ・W・ブッシュ              | —                                  |
| 2000年10月11日水曜日               | 大統領                             | アル・ゴア                         | ジョージ・W・ブッシュ              | —                                  |
| 2000年10月17日火曜日               | 大統領                             | アル・ゴア                         | ジョージ・W・ブッシュ              | —                                  |
| 2004年9月30日木曜日                | 大統領                             | ジョン・フォーブズ・ケリー         | ジョージ・W・ブッシュ              | —                                  |
| 2008年9月26日金曜日                | 大統領                             | バラク・オバマ                     | ジョン・マケイン                   | —                                  |
| 2012年10月3日水曜日                | 大統領                             | バラク・オバマ                     | ミット・ロムニー                   | —                                  |

## 私生活

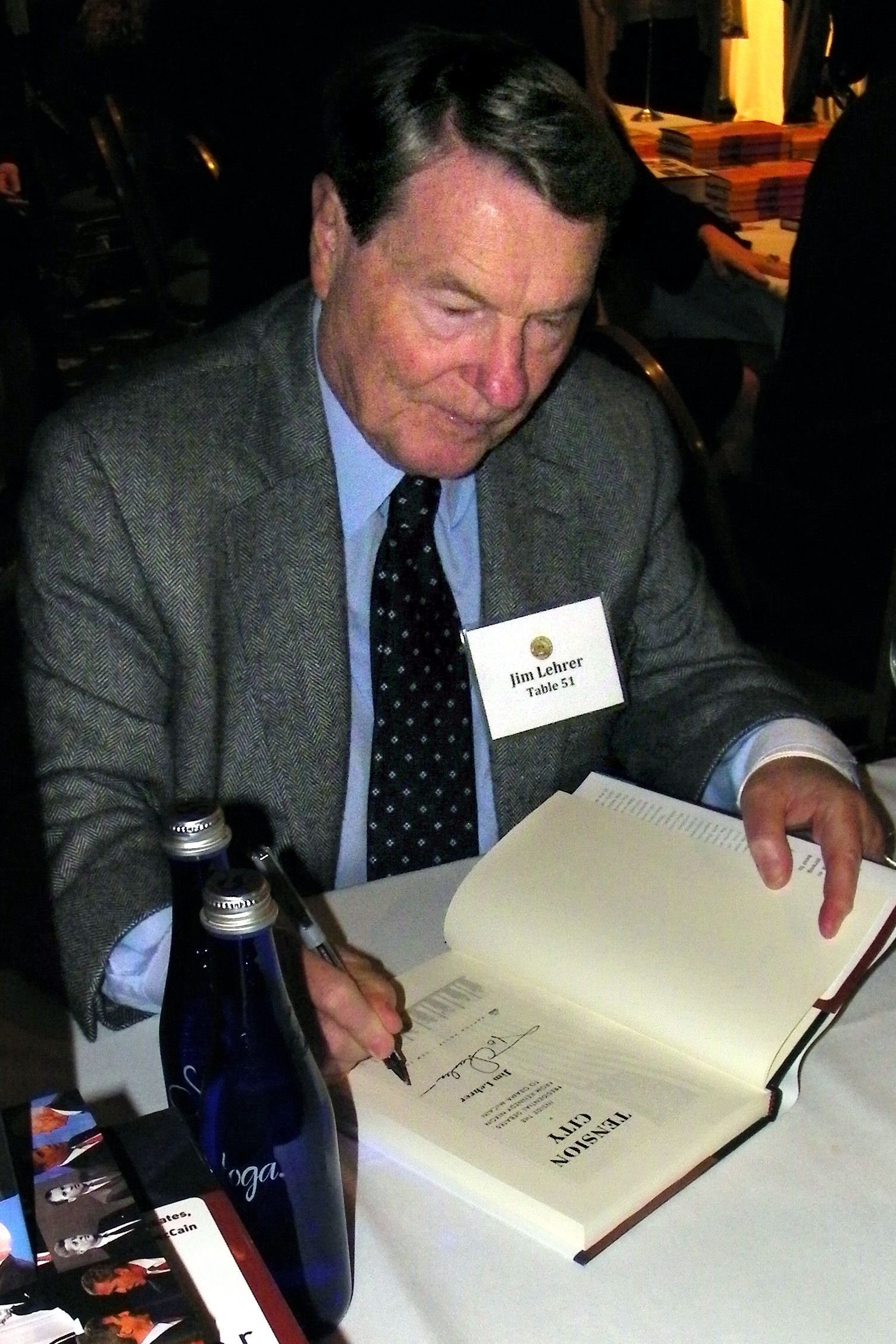
2011年のナショナル・プレス・クラブ・ブック・フェア（National Press Club Book Fair）で著書「Tension City: Inside the Presidential Debates, From Kennedy–Nixon to Obama–McCain」にサインするレーラー

亡くなるまでの60年間、同じく小説家であるケイト・レーラーと結婚していた。彼らには3人の娘と6人の孫がいた。父親はバス運転手で、短期間バス会社を経営していた。レーラーは熱心なバス愛好家、趣味人であり、車両基地の標識、運転士の帽子、アンティークのおもちゃのバスなどのバス記念品のコレクターでもあった。1950年代に大学生だった頃、テキサス州ビクトリアでトレイルウェイズの切符販売員として働いていた。また、カリフォルニア州ウィリアムズにあるパシフィックバス博物館とペンシルベニア州ハーシーにあるバス交通博物館のサポーターでもあった。
多作な作家であり、数多くの小説、いくつかの演劇、脚本、3冊の個人回想録を執筆した。自身の著書「Top Down」は、ケネディ暗殺を巡る出来事に基づいた小説である。自身の最後の戯曲「Bell」は、ナショナル・ジオグラフィック協会創立125周年記念式典の一環として制作された。

## 死去
2020年1月23日、ワシントンD.C.の自宅で心臓発作により85歳で死去した。

## 栄誉と賞
- ラジオ・テレビジョン・デジタル・ニュース協会（英語版）ポール・ホワイト（英語版）賞[35]（1990年）

- アメリカン・アカデミー・オブ・アチーブメントのゴールデン・プレート賞（1990年）[36]

- アメリカ芸術科学アカデミー会員（1991年選出）[37]

- ミズーリ大学ジャーナリズム学部名誉勲章

- ウィリアム・アレン・ホワイト財団ジャーナリズム功労賞

- ピーボディ賞[38]

- フレッド・フレンドリー憲法修正第1条賞

- エミー賞を2回受賞

- 全米テレビ芸術科学アカデミー支部、ワシントンD.C.のシルバーサークル（1999年）

- テレビの殿堂（1999年）

- 国民人文科学勲章（英語版）（1999年）

- ウォルター・クロンカイト・ジャーナリズム優秀賞（英語版）[39]（2008年）

## 著書

### 小説
- Lehrer, Jim (1966). Viva Max!. ポピュラー・ライブラリー（英語版）. OCLC 2274328

- Lehrer, Jim (1988). Kick the Can. G・P・パットナムズ・ソンズ（英語版）. ISBN 978-0-399-13350-3. LCCN 87-19192. OCLC 255212916 2021年12月18日閲覧。

- Lehrer, Jim (1989). Crown Oklahoma. G・P・パットナムズ・ソンズ（英語版）. ISBN 978-0-399-13434-0. LCCN 88-22829. OCLC 731920016 2021年12月18日閲覧。

- Lehrer, Jim (1990). The Sooner Spy. G・P・パットナムズ・ソンズ（英語版）. ISBN 978-0-399-13536-1. LCCN 89-38737. OCLC 861791107 2021年12月18日閲覧。

- Lehrer, Jim (1991). Lost and Found. G・P・パットナムズ・ソンズ（英語版）. ISBN 978-0-399-13601-6. LCCN 90-46015. OCLC 22308453 2021年12月18日閲覧。

- Lehrer, Jim (1992). Short List. G・P・パットナムズ・ソンズ（英語版）. ISBN 978-0-399-13665-8. LCCN 91-472. OCLC 23253839 2021年12月18日閲覧。

- Lehrer, Jim (1993). Blue Hearts. ランダムハウス. ISBN 978-0-679-42216-7. LCCN 92-37167. OCLC 26855772 2021年12月18日閲覧。

- Lehrer, Jim (1994). Fine Lines. ソーンダイク・プレス（英語版）. ISBN 978-0-517-16435-8. OCLC 806367677

- Lehrer, Jim (1995). The Last Debate. ランダムハウス. ISBN 978-0-517-17761-7. LCCN 95-211383. OCLC 879498946

- Lehrer, Jim (1996). White Widow. ランダムハウス. ISBN 978-0-679-45236-2. LCCN 96-1877. OCLC 917453147 2021年12月18日閲覧。

- Lehrer, Jim (1998). Purple Dots. ランダムハウス. ISBN 978-0-679-45237-9. LCCN 98-12962. OCLC 985841155 2021年12月18日閲覧。

- Lehrer, Jim (2000). The Special Prisoner. ランダムハウス. ISBN 978-0-375-50371-9. LCCN 00-701284. OCLC 663036459 2021年12月18日閲覧。

- Lehrer, Jim (2002). No Certain Rest. Random House. ISBN 978-0-375-50372-6. LCCN 2002-75177. OCLC 842874723 2021年12月18日閲覧。

- Lehrer, Jim (2004). Flying Crows. ランダムハウス. ISBN 978-1-4000-6197-6. LCCN 2003-58450. OCLC 859068318 2021年12月18日閲覧。

- Lehrer, Jim (2005). The Franklin Affair. ランダムハウス. ISBN 978-1-4000-6198-3. OCLC 56510130

- Lehrer, Jim (2006). The Phony Marine. ランダムハウス. ISBN 978-1-4000-6486-1. LCCN 2005-57400. OCLC 836065464 2021年12月18日閲覧。

- Lehrer, Jim (2007). Eureka. ランダムハウス. ISBN 978-1-4000-6487-8. LCCN 2006-51884. OCLC 76864650 2021年12月18日閲覧。

- Lehrer, Jim (2008). Mack to the Rescue. オクラホマ大学出版局（英語版）. ISBN 978-0806139159

- Lehrer, Jim (2009). Oh, Johnny. ランダムハウス. ISBN 978-1-4000-6762-6. LCCN 2008-16563. OCLC 223370189 2021年12月18日閲覧。

- Lehrer, Jim (2010). Super. ランダムハウス. ISBN 978-1-4000-6763-3. LCCN 2009-14448. OCLC 733775920 2021年12月18日閲覧。

- Lehrer, Jim (2013). Top Down: A Novel of the Kennedy Assassination. ランダムハウス. ISBN 978-1-4000-6916-3. LCCN 2013-7984. OCLC 861219286 2021年12月18日閲覧。

### 回顧録
- Lehrer, Jim (1975). We Were Dreamers. アテネウム・ブックス（英語版）. ISBN 978-0-689-10693-4. LCCN 75-14679. OCLC 1692887 2021年12月18日閲覧。

- Lehrer, Jim (1992). A Bus of My Own. G・P・パットナムズ・ソンズ（英語版）. ISBN 978-0-399-13765-5. LCCN 92-7526. OCLC 645850616 2021年12月18日閲覧。

- Lehrer, Jim (2011). Tension City: Inside the Presidential Debates, From Kennedy–Nixon to Obama–McCain. ランダムハウス. ISBN 978-1-4000-6917-0. LCCN 2010-15080. OCLC 1264094660 2021年12月18日閲覧。

### 脚本
- 「White Widow」の改作はルーク・ウィルソンによって書かれた[40][41]

- 「Viva Max!（英語版）」（1969年）：エリオット・ベイカー（英語版）による脚本クレジット[42]

- 「ラスト・デシジョン（英語版）」（2000年）：ジョン・マースによる脚本クレジット[43][44]

### 演劇
- The Will and Bart Show[45]

- Church Key Charlie Blue[45]

- Chili Queen[45]

- Bell[46]